# Microlestes brevilobus
Microlestes brevilobus är en skalbaggsart som beskrevs av Carl Hildebrand Lindroth. Microlestes brevilobus ingår i släktet Microlestes och familjen jordlöpare. Inga underarter finns listade i Catalogue of Life.